# Отважные (телесериал, США)
«Отва́жные», или «Хра́брые» (англ. The Brave) — американский драматический телесериал, премьера которого состоялась 25 сентября 2017 года на телеканале NBC.
Сериал был заказан 4 мая 2017 года. В том же месяце стало известно, что Мэтт Корман и Крис Орд назначены шоураннерами проекта.
11 мая 2018 года стало известно о закрытии телесериала после одного сезона.

## В ролях

### Основной состав
- Энн Хеч — Патрисия Кэмпбелл, заместитель директора Агентства военной разведки[5]
- Майк Фогель — капитан Адам Далтон, бывший оперативник подразделения Дельта[6]
- Тейт Эллингтон — Ноа Моргенто[7]
- Деметриус Гросс — Иезекииль Картер, бывший чиф-петти-офицер военно-морских сил США[8]
- Наташа Карам — сержант Жасмин «Жас» Хан[7]
- Ноа Миллс — сержант Джозеф Джей «МакДжи» Макгир[9]
- София Пернас — Ханна Арчер[10]
- Хади Таббал — агент Амир Аль-Райзани[7]

## Список эпизодов
| № | Название                                 | Режиссёр          | Автор сценария              | Дата премьеры    | Зрители в США (млн) |
| --- | ---------------------------------------- | ----------------- | --------------------------- | ---------------- | ------------------- |
| 1 | «Пилот» «Pilot»                          | Брэд Андерсон     | Дин Георгарис               | 25 сентября 2017 | 5.96                |
| Когда американский доктор Кимберли Уэллс похищается группой с террористическими связями, капитан Адам Далтон и его героический отряд спецназа, состоящий из высококвалифицированных специалистов под прикрытием, должны принять меры и не останавливаться ни перед чем, чтобы спасти ее. По всему миру заместитель директора ЦРУ Патриция Кэмпбелл и ее команда аналитиков направляют Далтона по пути, когда группа узнает, что исчезновение Уэллса может быть связано с чем-то, что может быть катастрофическим. |                                          |                   |                             |                  |                     |
| 2 | «Московские правила» «Moscow Rules»      | Ив Симоно         | Дин Георгарис               | 2 октября 2017   | 5.17                |
| Команда направляется в Россию, когда офицер ЦРУ Кэсси Арчер подвергается нападению повстанцев в этом районе. Патриция и ее команда работают над тем, чтобы узнать, почему Арчер так важен для повстанцев, и Ноа обнаруживает неожиданную связь с этим делом. |                                          |                   |                             |                  |                     |
| 3 | «Большее благо» «The Greater Good»       | Джеффри Начманофф | Марк Алаймо & Дин Георгарис | 9 октября 2017   | 5.14                |
| 4 | «Вспыхивать» «Break Out»                 | Дэвид Стрейтон    | Майк Дэниелс                | 16 октября 2017  | 4.97                |
| 5 | «Усиленная защита» «Enhanced Protection» | Джон Терлески     | Мэтт Корман & Крис Орд      | 23 октября 2017  | 5.19                |

## Отзывы критиков
На сайте-агрегаторе Rotten Tomatoes сериал получил 39 % «свежести» со средним рейтингом 5,75/10 на основе 18-ти рецензий. На Metacritic сериал получил 55 баллов из ста на основе 10-ти «смешанных и средних» отзывов критиков.